# Michael Lielacher
Michael „Mike“ Lielacher (* 26. April 1959 in Wiener Neustadt) ist ein österreichischer Finanzmarktexperte. Er war Anfang der 1990er Jahre ein umjubelter Börsenguru in Wien.

## Ausbildung und Jugendzeit
Michael Lielacher besuchte das Gymnasium in Wiener Neustadt und studierte nach Ableistung des Grundwehrdienstes Welthandel an der Wirtschaftsuniversität Wien, wo er 1982 zum Magister der Sozial- und Wirtschaftswissenschaften graduierte. Während seiner Studienzeit war er bei der JVP (Junge Volkspartei) in Niederösterreich engagiert.

## Berufsleben

### Anfangsjahre
Nach Studienabschluss absolvierte er ein Traineeprogramm bei der Girozentrale in Wien und arbeitete anschließend in der dortigen Wertpapierabteilung.
Nachdem der US-Hedgefondsmanager Jim Rogers im Jahr 1985 die Wiener Börse für die internationalen Investoren „entdeckte“ und so einen Boom auslöste, nutzte Lielacher die steigende Euphorie und konnte sich als Wertpapierhändler etablieren.
Später wechselte er in die Erste Bank, wo er mitunter als Wertpapierchef tätig war. Nach einigen Ungereimtheiten sowie einer Betrugsanzeige verließ Lielacher die Bank im Streit – sämtliche strafrechtliche Vorwürfe wurden aber gegen Ende der 1990er-Jahre fallen gelassen bzw. entkräftet.

### 1990er
Im Jahr 1991 gründete er gemeinsam mit mehreren Partnern die Vindobona Privatbank (VIP-Bank), wo er Sprecher des Vorstandes war. Die Bank wurde nach nur zweijährigem Bestehen an die Länderbank AG verkauft.
Die VIP-Bank, unter Lielachers Leitung, war auch an der Emission von Aktien des Fußballvereins SK Rapid Wien beteiligt. Die Rapid-Aktie notierte allerdings nur für kurze Zeit an der Wiener Börse und verschwand im April 1994 wieder vom Kurszettel.
In seiner ersten Ausgabe des Jahres 1991 widmete das österreichische Wirtschaftsmagazin CASH FLOW Lielacher die Titelgeschichte und kürte ihn zum „Bullen des Jahres 1990“.
1991 war er einer der wesentlichen, an der Schaffung der Österreichischen Termin- und Optionenbörse (ÖTOB) beteiligten Initiatoren.
Gegen Ende des Jahrzehnts unterhielt Michael Lielacher enge Geschäftsbeziehungen mit dem Gründer des Internet-Unternehmens Y-Line, Werner Böhm.
Während der 1990er-Jahre lebte Lielacher mehrheitlich in London, wo er eine auf Osteuropa spezialisierte Beratungsfirma führte.

### 2000er
Mit den börsennotierten Unternehmen Bluebull, webfreetv.com Multimedia Dienstleistungs AG und der Übernahme der CLC AG zur Sanierung schaffte Lielacher am Beginn des neuen Jahrtausends ein kurzes Comeback an den Börsen. Ab dem Jahr 2003 kam es aber bei mehreren Lielacher-Firmen zeitgleich zu schweren wirtschaftlichen Problemen – unter anderem auch bei der zum Übernahmezeitpunkt verschuldeten CLC AG sowie seinem Finanzinformationsportal Bluebull. Das zum Großteil aus börsennotierten Unternehmen und Unternehmensbeteiligungsgesellschaften bestehende Konglomerat zerbrach nach einer Reihe von Konkursen schließlich zur Gänze.
Im Jahr 2001 fungierte Lielacher bei der damals börsennotierten Admiral Sportwetten AG als Stellvertreter des Aufsichtsratsvorsitzenden, Johannes Hahn, dem späteren Bundesminister für Wissenschaft und Forschung und EU-Kommissar für Regionalpolitik.
Im selben Jahr war er auch als Investor der damals bereits insolventen Handelskette Libro im Gespräch.
Im September 2002 gab Lielacher bekannt, neuerlich um eine Konzession für eine Investmentbank ansuchen zu wollen – das Vorhaben verlief allerdings im Sand.
Nach glücklosen Vorstands- und Aufsichtsratsmandaten bei webfreetv.com – wo er die Berufung des wenig erfolgreichen Rudolf Fußi zum CEO des Unternehmens durchsetzte – war Lielacher ab 2006 als freier Consulter im Venture-Capital-Segment tätig, unter anderem im Rahmen diverser Anleihe-Emissionen der webfreetv.com, sowie bei Projekten mit Schwerpunkt auf Südosteuropa. In den Folgejahren konzentrierte er sich auf verschiedene Unternehmungen im Internet-Bereich.
Seit Juni 2006 bloggt Lielacher unregelmäßig – und zu verschiedenen Themen aus den Bereichen Wirtschaft und Börse – auf der Blog-Site „be24.at“ des Branchendienstes boerse-express.com.
Im November 2008 erschien Lielachers Buch zur Finanzkrise Die Krise war gestern, welches von Kritikern gut angenommen wurde, jedoch einen bescheidenen Absatz aufwies.
Im Herbst 2009 unternahm Lielacher einen neuerlichen Versuch, sich als Investmentbanker zu etablieren und gründete mit Partnern die in Wien und Bratislava ansässige YMB GmbH (Your Merchant Bank). Bislang wurde dem Unternehmen in Österreich jedoch weder eine Wertpapier-, noch eine Bankkonzession erteilt. Wie das österreichische Finanz- und Wirtschaftsmagazin Format in seiner ersten Ausgabe 2011 berichtete, wird das Unternehmen auch in der Slowakei keine der benötigten Konzessionen erhalten. Die Gründe dafür sollen laut Format in Verschärfungen der lokalen (Wertpapier-)Gesetze liegen.
Ende 2009 wurde der frühere Börsenguru vom Online-Börsenmedium DerBörsianer.com zu den 50 wichtigsten „Börsenpeople“ 2009 gezählt und erreichte Platz 48 im Ranking.

### 2010er
Im Jahr 2010 bemühte sich Lielacher vergeblich um eine Übernahme der webfreetv.com Multimedia Dienstleistungs AG, die per 1. November 2010 vom Kurszettel der Wiener Börse verschwand (nachdem ihr Verletzungen der Publizitätspflichten vorgeworfen worden waren). Auch lehnte die außerordentliche Hauptversammlung die durch Lielacher forcierte Installation seiner Ehefrau Elisabeth (welche maßgebliche Gläubigerin der "4,75% Optionsanleihe 2007-2010 der webfreeTV.com Multimedia
Dienstleistungs Aktiengesellschaft" ist bzw. war) im Aufsichtsrat der Gesellschaft ab.
Sein Versuch, die insolvente Österreich-Dependance des Versandhandels Quelle GmbH zu übernehmen, scheiterte im Laufe des Jahres 2010 ebenfalls. Nach dem Scheitern der Verhandlungen kritisierten sowohl die Masseverwalter, als auch die Arbeiterkammer Oberösterreich Lielachers Vorgehen scharf. Bereits im Laufe der Verhandlungen wurde die Seriosität der Pläne zur Fortführung des Unternehmens stark angezweifelt.
Neben seinen Ambitionen im Investmentbereich agiert Lielacher seit 2009 als Geschäftsführer der Multimedia-Firma com-mix.tv, welche eng mit webfreetv.com kooperiert.
Im September 2010 wurde bekannt, dass die Staatsanwaltschaft Wien aufgrund von Unregelmäßigkeiten bei webfreetv.com wegen grob fahrlässiger Beeinträchtigung von Gläubigerinteressen, Betrug und betrügerischer Krida gegen mehrere aktive und ehemalige Vorstände des Unternehmens – darunter auch Lielacher – ermittelt.
Gegen die webfreetv.com Multimedia Dienstleistungs AG wurde am 18. August 2011 ein Konkursverfahren eröffnet. Laut einem Bericht der Wiener Zeitung (die in diesem Zusammenhang Lielacher wortwörtlich als einen ehemaligen "webfreetv-Zampano" bezeichnet), welche sich auf den Gläubigerschutzverband AKV beruft, soll das Unternehmen Schulden in Höhe von 2,166 Millionen Euro angehäuft haben.
Im Zuge der Prüfungstagsatzung vom 12. Oktober 2011 wurde bekannt, dass die Gläubiger Forderungen in Höhe von rund 1,907 Mio. Euro anmeldeten. Das Unternehmen soll laut Masseverwalterin "absolut vermögenslos" sein.
Laut Sprecher der Staatsanwaltschaft Wien – so die Wiener Zeitung im Oktober 2011 – ist das anhängige Ermittlungsverfahren nach wie vor offen.
Im Frühjahr 2012 begann schließlich ein Strafprozess am Wiener Straflandesgericht – Lielacher wird dabei der fahrlässigen Beeinträchtigung von Gläubigerinteressen und des Vorenthaltens von Dienstnehmerbeiträgen zur Sozialversicherung beschuldigt. Im Zuge des ersten Verhandlungstages bekannte sich Lielacher "nicht schuldig", die Verhandlung wurde laut Medienberichten auf Ende Mai 2012 vertagt.

## Privates
Lielacher – der aufgrund seiner optimistischen Einschätzungen der Weltmärkte den Spitznamen „Bulle von Wien“ innehat – ist verheiratet, hat zwei Kinder und lebt seit 1999 offiziell in Monaco. Beide Kinder sind mittlerweile ebenfalls in der Finanzbranche tätig.
Rund um das Jahr 2000 machte er sich für die Koalition von ÖVP/FPÖ stark und unterhielt enge Kontakte zum Netzwerk der Freiheitlichen Partei. Bis inklusive 2004 war er mit zwei ehemaligen engen Mitarbeitern Jörg Haiders – Karl-Heinz Petritz und Gerald Mikscha – (über die Unternehmen Globalaudionet bzw. Challenger One Management) auch geschäftlich verbunden. Gerüchte, wonach Lielacher als Berater in die Finanzgebarung der FPÖ eingebunden war, werden von diesem bestritten.
Im Herbst 2000 wurde Lielacher von Kurzzeit-Infrastrukturminister Michael Schmid (damals FPÖ) als Wunschkandidat für die Neubesetzung des ÖBB-Aufsichtsrates genannt.
Nach der Gründung des BZÖ im Jahre 2005 stand Lielacher auch in engem Kontakt zu dieser Partei sowie den agierenden Personen.

## Publikationen
- Apprenticeship in Austria and in England, Diplomarbeit AC01927421
- Mehr Geld. Mike's Tips für jeden Typ, ISBN 3-85436-104-1.
- Börse von A – Z, ISBN 3-85436-041-X.
- Die Krise war gestern, ISBN 3-902326-37-9.